# Système décimal
Ne doit pas être confondu avec Nombre décimal.
Le système décimal est un système de numération utilisant la base dix. Dans ce système, les puissances de dix et leurs multiples bénéficient d'une représentation privilégiée.

## Numérations décimales
Le système décimal est largement le plus répandu. Ainsi sont constituées, par exemple, les numérations :
| - indo-arabe (dont nos chiffres arabes), - arménienne, - chinoise, | - égyptienne, - gotique, - grecque, | - hébraïque, - indienne, - japonaise, | - mongole, - romaine, - tchouvache, | - thaï. |

## Systèmes de notation
Les peuples ayant une base de numération décimale ont employé, au cours du temps, des techniques variées pour représenter les nombres. En voici quelques exemples.
- Avec des chiffres pour les puissances de 10

Les systèmes de numération dont les chiffres représentent les valeurs un, dix, cent, mille, etc. sont de type additif. C'est le cas de la numération égyptienne. Exemple : 1506 s'écrit
|  |  |  |
|  |  |  |

en écriture hiéroglyphique (1000 + 100 + 100 + 100 + 100 + 100 + 1 + 1 + 1 + 1 + 1 + 1).
- Avec des chiffres pour les puissances de 10 et leur produit par 5

Les systèmes de numération utilisant des chiffres qui représentent les valeurs un, cinq, dix, cinquante, cent, cinq-cents, etc. sont aussi de type additif. Bien que décimaux, ils font intervenir un système quinaire auxiliaire. C'est le cas des numérations attique, étrusque, romaine et tchouvache. Exemple : 2604 s'écrit MMDCIIII. en chiffres romains (1 000 + 1 000 + 500 + 100 + 1 + 1 + 1 + 1).
La numération romaine connait également une variante additive et soustractive.
Exemple :  2604, de cette manière, s'écrit MMDCIV. (1000 + 1000 + 500 + 100 - 1 + 5).
- Avec des chiffres pour les unités, dizaines, centaines, etc.

Les systèmes de numération employant neuf chiffres pour les unités (un, deux, …, neuf), ainsi que pour les dizaines (dix, vingt, …, quatre-vingt-dix), les centaines (cent, deux-cents, …, neuf-cents), etc. sont encore de type additif. C'est le cas des numérations arménienne, arabe alphabétique, gotique, grecque et hébraïque.
Exemple : 704 s'écrit ψδ en chiffres grecs ioniques (700 + 4).
- Avec des chiffres de un à neuf et pour les puissances de 10

Les systèmes de numération comportant des chiffres de un à neuf et des chiffres pour dix, cent, mille, etc. sont de type hybride. C'est le cas des numérations chinoise et japonaise.
Exemple : 41 007 s'écrit 四万千七 dans le système japonais (4 × 10 000 + 1 000 + 7).
Le système chinois utilise en plus le zéro pour indiquer des positions vides avant les unités .
Exemple : 41 007, s'écrit 四萬千〇七 en chiffres chinois (4 × 10 000 + 1 000 + 0 + 7).
- Avec des chiffres de zéro à neuf

Les systèmes de numération dont les mêmes chiffres, allant de zéro à neuf, sont utilisés pour les unités, les dizaines, les centaines, etc., mais dont la valeur représentée dépend de la position dans le nombre, sont de type positionnel. C'est le cas des numérations arabe non-alphabétique, européenne, de la plupart des numérations indiennes et des numérations mongole et thaï.
Exemple : 8002 s'écrit ๘๐๐๒ en chiffres thaïs (8002).

## Historique
La base dix est très ancienne. Elle découle d'un choix naturel, dicté par le nombre des doigts des deux mains. Les Proto-indo-européens comptaient probablement en base dix. Un système de notation décimale a été mis au point :
- au IIIe millénaire av. J.-C., par les Égyptiens[1],[2] (le système égyptien était toutefois un système décimal sans positionnement[3],[4]) ;
- au IIIe millénaire av. J.-C., par les Grecs[5] (d'abord dans les écritures et notations des Minoens, puis des Mycéniens, puis attique) ;
- avant -1350, par les Chinois[6] ;
- vers -650, par les Étrusques ;
- vers -500, par les Indiens en sanskrit.

Noter cependant l'usage de systèmes non décimaux, dont voici quelques exemples.
- Les anciennes civilisations de Mésopotamie (Sumer, Babylone…) utilisaient un système positionnel de base sexagésimale (60)[7],[8],[9],[10].
- À noter également l'usage de systèmes proto-élamites mixtes, dit bisexagésimaux (binaire, décimal ou sexagésimal suivant la qualification des objets ou des êtres vivants à décompter)[11],[12].
- La civilisation maya utilisait un système de base 20 en introduisant quelques variantes[13].
- Le basque (ainsi que les langues celtiques) se fonde aussi sur la base 20. Il en reste quelques traces en français avec la dénomination « quatre-vingts ».

## Bases combinées

### Numération décimale combinée avec une base auxiliaire
Les numérations décimales utilisent parfois des bases auxiliaires :
- Un système quinaire auxiliaire est utilisé dans certains systèmes de notation (voir plus haut) et pour l'énonciation des nombres dans certaines langues, comme le wolof.
- Un système vigésimal auxiliaire est utilisé pour l'énonciation des nombres dans certaines langues, comme en basque, ou « quatre-vingts » en français.

### Numération décimale utilisée comme système auxiliaire
- En français et dans la plupart des langues du monde, le système décimal s'applique, au sens le plus strict, jusqu'à 9 999, chaque puissance de dix étant, de l'exposant un à l'exposant trois, désignée par un terme approprié (101 = « dix » ; 102 = « cent » ; 103 = « mille »). Stricto sensu, l'énonciation des nombres supérieurs à 9 999 n'est cependant plus décimale lorsque, parmi les puissances de dix d'exposant supérieur à trois, ne bénéficient d'une dénomination propre que celles qui correspondent à des puissances de mille.
- La base mille modifie l'écriture en chiffres de la partie entière des grands nombres, afin d'en faciliter la lecture (ex. 12 345 678 s'écrit soit avec des espaces comme en français 12 345 678 soit avec des séparateurs (l'apostrophe : 12'345'678 ; le point : 12.345.678 ou la virgule : 12,345,678 selon les pays)), mais on ne doit pas séparer les chiffres de la partie décimale les uns des autres.
- La numération babylonienne et les systèmes de mesure du temps et des angles en minutes et secondes, sexagésimaux, utilisent un système décimal auxiliaire.
- La numération maya, bien que vigésimale, laisse apparaitre un système décimal auxilaire dans l'énonciation des nombres.
- Les langues chinoise et japonaise utilisent la base dix mille avec dix comme base auxiliaire.

## Systèmes d'unités
En Chine les mesures de capacité et de poids sont décimalisées vers 170 av. J.-C.. Aux États-Unis, le système monétaire est décimal en 1786. En Europe, la décimalisation des unités est initiée en France à partir du 22 août 1790, date à laquelle Louis XVI demande à l'Académie des Sciences de nommer une commission pour définir les poids et mesures. Cette dernière préconise la division décimale.

## Avantages et inconvénients
La plupart des langues vivantes décomposent les nombres en base dix en raison de certains atouts de celle-ci :
- le compte sur les dix doigts est très intuitif ainsi que cela a été mentionné ci-dessus ;
- son ordre de grandeur est satisfaisant, car il permet de réduire considérablement la longueur d'un grand nombre par rapport à la base 2, tout en conservant des tableaux d'additions et de multiplications mémorisables.

Cependant, il a fallu attendre la généralisation de la notation positionnelle, et l'existence d'un algorithme de division adapté à cette notation pour que les unités de mesure perdent progressivement leurs sous-multiples non décimaux - en particulier, la notation qui comprend 3 du facteur tel que sénaire, duodécimal et octodécimal.
Quand la livre comprenait en France 20 sous de 12 deniers (ou en Grande-Bretagne 20 shillings de 12 pence), les agents économiques appréciaient que cette unité puisse être divisée de manière exacte par 20 diviseurs différents (y compris 1 et 240). En 1971, malgré l'informatique qui permet désormais de gérer facilement l'hétérogénéité de rapports non décimaux entre sous-multiples, la Grande-Bretagne n'a pourtant pas hésité à décimaliser sa monnaie.

## Mathématiques

### Conversion vers la baseNd'un nombre écrit en base décimale
Pour passer d'un nombre en base décimale à un nombre en base N, on peut appliquer la méthode suivante :
Soit K le nombre en base décimale à convertir en base N.
1. Effectuer la division entière de K par N. Soit D le résultat de cette division et R le reste
2. Si D >= N, recommencer en 1
3. Sinon, l'écriture en base N de K est égal à la concaténation du dernier résultat et de tous les restes en commençant par le dernier.

Exemple : conversion en base hexadécimale (base seize) du nombre 3257 écrit en base décimale
- 3257 / 16 = 203,5625 soit
- 3257 = 203 × 16 + 9
- 203 = 12 × 16 + 11

Sachant que 11 (onze) se note B et que 12 (douze) se note C, l'écriture de 3257 (trois-mille-deux-cent-cinquante-sept) en base hexadécimale est CB9.

### Conversion vers la base décimale d'un nombre écrit en baseN
Pour passer d'un nombre en base N à un nombre en base décimale, on peut appliquer la méthode suivante :
Soit K le nombre en base N à convertir.
Pour tout chiffre c de rang r dans K, on calcule c × N r. La représentation de K en base dix est la somme de tous les produits.
Le comptage de r commence à zéro de la droite vers la gauche.
Exemple

Le nombre « 10110 » en base deux s'écrit en base dix :
1 × 24 + 0 × 23 + 1 × 22 + 1 × 21 + 0 × 20 = 22 (base dix)
Exemple

Le nombre « 14043 » en base six s'écrit en base dix :
1 × 64 + 4 × 63 + 0 × 62 + 4 × 61 + 3 × 60 = 2 187 (base dix)
Exemple

Le nombre « 3FA » en base seize s'écrit en base dix :
3 × 162 + 15 × 161 + 10 × 160 = 1 018 (base dix)
Rappel : F en base seize vaut quinze, A en base seize vaut dix.